# Districte de Dewas
El districte de Dewas és una divisió administrativa la divisió d'Ujjain a Madhya Pradesh, Índia. La capital és Dewas (ciutat). La superfície és de 7.020 km² i la població d'1.306.617 habitants (2001). Correspon al territoris dels antics estats de Dewas.
Està format per sis talukes:
- Kannod
- Khategaon
- Bagli
- Sonkach
- Tonk Khurd
- Dewas